# فرودگاه بوت ولی
فرودگاه بوت ولی (به انگلیسی: Butte Valley Airport) یک فرودگاه همگانی بهره‌برداری هوایی است که یک باند فرود آسفالت دارد و طول باند آن ۱۳۱۱ متر است. این فرودگاه در شهر دوریس، کالیفرنیا کشور ایالات متحده آمریکا قرار دارد و در ارتفاع ۱۲۹۳ متری از سطح دریا واقع شده‌است.